# Requiem for the Indifferent
Requiem for the Indifferent (Réquiem por los indiferentes) es el quinto álbum de estudio, de la banda neerlandesa de metal Epica, el cual fue publicado el 9 de marzo de 2012 en Europa y el 13 del mismo mes en los Estados Unidos.
Este es el último disco donde participa el bajista Yves Huts , quién abandonó la banda dos semanas después del lanzamiento del álbum.

## Antecedentes

### Grabación
El 7 de septiembre de 2011 la banda inició a grabar el nuevo material en los estudios Gate. El orden de grabación comenzó con Ariën Van Weesenbeek, quien se ocupó de la baterías y percusiones. Pasados dos días y terminadas las primeras grabaciones, el 9 de septiembre, Isaac Delahaye ingresó a grabar las guitarras principales. Yves, grabó, tras la guitarras, a finales de septiembre, el bajo. Desde el 14 de octubre se comenzó a grabar las voces de las canciones, para lo cual se dio inicio con Mark Jansen y Ariën, lo que corresponderá a los Screams& Grunts, para darle paso, el 17 de octubre, a las voz lírica principal de Simone Simons, grabación que llevó algo similar a dos semanas en completarse.

### Promoción y publicación
El 1 de diciembre de 2011, la banda dio a conocer a través de su web oficial, el título del álbum, justificando el mismo:

This title refers to the end of an era. Mankind can no longer stick their head in the sand for the things that are happening around us. We are facing many challenges. There is an enormous tension between different religions and cultures, wars, natural disasters and a huge financial crisis, which is getting out of control. More than ever we will need each other to overcome these problems. As we are all connected; the universe, earth, nature, animals and human beings, this period in time will be the prelude to the end for those who still don't want to, or simply won't see it. A REQUIEM FOR THE INDIFFERENT but also a possibility for a new beginning with great new chances!

Español:

Este título se refiere al fin de una era. La humanidad ya no puede meter la cabeza en la arena de las cosas que están sucediendo a nuestro alrededor. Nos enfrentamos a muchos desafíos. Hay una enorme tensión entre las diferentes religiones y culturas, guerras, desastres naturales y una enorme crisis financiera, que se está saliendo de control. Más que nunca, se necesitan (La humanidad) mutuamente para superar estos problemas. Como todos estamos conectados, el universo, la tierra, naturaleza, animales y seres humanos, este período de tiempo será el preludio del fin para los que todavía no quieren, o simplemente no lo verán. ¡UN RÉQUIEM POR LOS INDIFERENTES, es también una posibilidad de un nuevo comienzo con grandes y nuevos cambios!

.
El mismo día, se dan a conocer las fechas de publicación en Europa y los Estados Unidos, 9 y 13 de marzo de 2012 respectivamente.
El 18 de diciembre anuncian que se han terminado los procesos de grabación, mezclas y masterización, y dan a conocer la carátula del álbum y el listado de canciones. Mencionan también que el 16 de marzo se hará la presentación pública del álbum en Tilburg, Holanda.

### Storm the Sorrow
El 3 de febrero de 2012, la banda lanzó en iTunes el sencillo Storm the Sorrow, que se caracteriza por melódicas líneas vocales e influencias electrónicas. El video fue filmado el mismo mes en el centro de Ámsterdam y lanzado el 24 de abril, ganando 128,000 visitas en YouTube el día del lanzamiento.

### Forevermore
Epica ha colaborado con "Niks te gek" (Nada demasiado loco), un programa de la televisión neerlandesa en el que las personas con discapacidad mental pueden cumplir sus sueños.
En este caso se trataba de Ruurd Woltring, su sueño era grabar una canción con Epica, la banda le cumplió el sueño y han grabado una canción titulada “Forevermore” escrita por el mismo Woltring. También fue lanzado el video de la canción, donde se ve a la banda en el estudio junto a Ruurd. El episodio se emitió el 16 de septiembre en Países Bajos. La canción fue lanzada como sencillo oficial para su la compra en iTunes por beneficencia.

### Requiem for the Indifferent World Tour

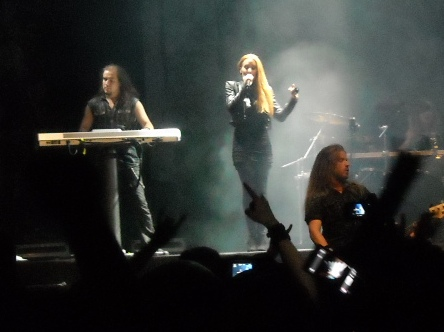
Simons, Janssen y van der Loo durante un concierto en Río de Janeiro en el Requiem for the Indifferent World Tour

La banda hizo su primera presentación pública del álbum en Tilburg, Países Bajos el 16 de marzo ante 2,200 personas .
El 29 de marzo la banda comenzó una gira por Europa pasando por países como Alemania, Bélgica, Francia, Suiza, República Checa, Polonia, Hungría, España y muchos países más. Países como Italia , Francia y en especial los Países Bajos las entradas fueron agotadas con varios días de anterioridad a los conciertos.
La gira continuó en Latinoamérica, comenzó el 16 de septiembre en El Salvador, seguido Guatemala, 2 fechas en Colombia, una fecha en Argentina (con entradas agotadas), una fecha en Chile, 3 fechas en Brasil con gran éxito, las presentaciones continuaron en Uruguay, por primera vez en Paraguay y la gira terminó en México.
La banda realizó una gira Norteamericana de 25 conciertos, que comenzó el 23 de octubre en Washington.
La gira continuó con 2 fechas más en Francia y 7 fechas en el Reino Unido en el mes de diciembre en Nottingham.
La banda anunció a través de su página oficial su primera gira por Australia, visitando ciudades como Sídney, Brisbane y Melbourne. También se anunció dos fechas en China, una en Taiwán y en Indonesia, todas por primera vez, ya que la banda nunca había visitado estos países.
Festivales
Epica se presentó también en diversos festivales de música en Europa como el Rock Harz Open Air en Alemania, Metal Camp en Eslovenia, ARTmania Festival en Romania y el Summer Breeze Open Air también en Alemania. En todos festivales que la banda se presentó fueron cabesa de cartel, también como lo fueron en el festival estadounidense Progpower USA el 14 de septiembre, y como lo serán el 21 de noviembre en el Metal Female Voice Fest en Bélgica.
El 7 de diciembre Epica asistirá al Metal Christmas Festival en Suiza.

### Críticas de la Prensa Nacional e Internacional
Terrorizer" (Reino Unido): El más ambicioso disco de Epica, el álbum más completo, tremendamente divertido.
"Metalfan" (NL): Una obra maestra de varias capas.
"Dutch Distortion": Pegadizo, innovador, el álbum más completo de Epica
"Metal Maniac" (IT): Una sorprendente evolución y progreso de una banda con una de las mejores vocalistas femeninas del metal. Esperen lo inesperado.
"Darkview" (NL): Un disco muy fresco que impulsa el típico sonido de Epica hacia nuevas alturas. Es mejor que su anterior trabajo, más épico y teatral.
"Sonic Seductor" (D): Un gran paso hacia adelante, más homogéneo que los discos anteriores, una combinación más madura con elementos modernos y atemporales al mismo tiempo. Dinámico, lleno de tristeza, y muy hermoso el resultado total. Una ópera metal de peso.
"Zwaremetalen" (NL): Un álbum muy fuerte, con mucha variedad y canciones bien escritas, quizás su mejor álbum hasta la fecha.
"Lords of metal" (NL): Una montaña rusa musical muy variada, llena de bucles y saltos inesperados interesantes que van de principio a fin.
"Zillo" (D): Epica ha creado un maravilloso álbum que inmediatamente llamará la atención.
"Powerplay" (Reino Unido): Una liberación progresiva y de gran alcance que pregunta adónde se dirige la sociedad humana.
"Metallian" (F): Épico y grandilocuente, este álbum presenta a Epica en un enfoque progresivo bastante nuevo, muy diferente de las pegadizas canciones de sus primeros lanzamientos. Este álbum combina la cantidad con la calidad.
La respuesta a Requiem for the Indifferent fue positiva. En una de las primeras revisiones del álbum, Rock Sins ha elogiado al Requiem for the Indifferent, Llamándolo "Un deber para todos los fans del metal sinfónico".
Underground Metal fue muy positiva, y afirmó que "Epica se quita otra obra maestra sinfónica que es tan "diferente" como es "indiferente”.
The Metal Crypt también fue positiva y elogió la voz de Simone, a los coros y las orquestaciones, y llama a las canciones "uniformemente excelente."
Grande Rock agregó: "Una vez más, Epica demostró por qué se los considera como una de las fuerzas principales en la escena del metal sinfónico".
Allmusic fue menor pero aún positiva, dando al álbum una calificación de 3,5 estrellas de 5, indicando que el álbum "es un asunto típicamente elaborado y ambicioso, la incorporación de grandes cantidades de obra coral y arreglos clásicos dentro de la banda está claramente establecido en una mezcla de progresivo, power, y metal sinfónico”.

## Listado de canciones
| N.º | Título                                                          | Letras         | Música                                                     | Duración |  |
| 1.  | «Karma»                                                         | Mark Jansen    | Mark Jansen, Coen Janssen, Simone Simons                   | 1:32     |  |
| 2.  | «Monopoly on Truth»                                             | Jansen, Simons | Isaac Delahaye, Jansen, Simons                             | 7:11     |  |
| 3.  | «Storm the Sorrow»                                              | Simons         | Janssen, Simons                                            | 5:12     |  |
| 4.  | «Delirium»                                                      | Simons         | Janssen, Delahaye, Simons                                  | 6:07     |  |
| 5.  | «Internal Warfare» (Dedicada a las víctimas de Anders Breivik)  | Simons         | Jansen, Delahaye, Janssen, Frank Schiphorst, Jack Dreissen | 5:12     |  |
| 6.  | «Requiem for the Indifferent»                                   | Jansen         | Jansen, Delahaye                                           | 8:34     |  |
| 7.  | «Anima»                                                         |                | Jansen                                                     | 1:24     |  |
| 8.  | «Guilty Demeanor»                                               | Jansen         | Jansen                                                     | 3:22     |  |
| 9.  | «Deep Water Horizon»                                            | Simons         | Jansen, Delahaye, Janssen, Dreissen                        | 6:32     |  |
| 10. | «Stay the Course»                                               | Jansen         | Jansen, Delahaye, Simons                                   | 4:25     |  |
| 11. | «Deter the Tyrant»                                              | Jansen         | Delahaye, Jansen                                           | 6:37     |  |
| 12. | «Avalanche»                                                     | Simons         | Jansen, Delahaye, Simons                                   | 6:52     |  |
| 13. | «Serenade of Self-Destruction»                                  | Simons         | Jansen, Delahaye, Janssen                                  | 9:55     |  |
| 14. | «Nostalgia (European bonus track)»                              | Jansen         | Jansen                                                     | 3:26     |  |
| 15. | «Twin Flames (Soundtrack version) (North American bonus track)» | Jansen         | Jansen                                                     | 5:02     |  |
| 16. | «Twin Flames (Regular version) (iTunes/LP bonus track)»         | Jansen         | Jansen                                                     | 4:47     |  |
| 17. | «Deter the Tyrant (Grunt version - Unrealeased track)»          | Jansen         | Delahaye, Jansen                                           | 6:37     |  |

## Personal
- Simone Simons - Voz de mezzo-soprano
- Mark Jansen - Guitarra, Voz gutural
- Isaac Delahaye - Guitarra
- Coen Janssen - Piano & Synths
- Yves Huts - Bajo
- Ariën van Weesenbeek - Batería

## Músicos adicionales

### Coro Epica
- Linda Janssen, Laura Macrì  - sopranos
- Amanda Somerville, Tanja Eisl - altos
- Previn Moore - tenor
- Christoph Drescher - bass

### Adicional  Gregoriano
```
voice on "Internal Warfare" Amanda Somerville - backing vocals, vocal arrangements, lyrics editing
   Rob van der Loo - bass guitar and music on "Forevermore"
   Ruurd Woltring - music, lyrics, clean vocals and screams on "Forevermore"
```

## Producción
```
   Sascha Paeth - producer, engineer, mixing
   Simon Oberender - engineer, mastering
   Olaf Reitmeier - engineer, vocal lines production
   Miro - engineer, orchestral arrangements
   Joost van den Broek - orchestral arrangements on "Forevermore"
```

```
   Sascha Paeth - producer, engineer, mixing
   Simon Oberender - engineer, mastering
   Olaf Reitmeier - engineer, vocal lines production
   Miro - engineer, orchestral arrangements
   Joost van den Broek - orchestral arrangements on "Forevermore"
```

## Ediciones
Hay un error con todas las copias físicas del disco, en el que la pista 13, "Serenade of Self-Destruction", es una versión instrumental sin las voces de Simone y Mark. Nuclear Blast Records han sido notificados. Esto se ha corregido en las versiones del álbum digital. Como compensación, se decidió a hacer la pista (con la voz) disponible como una descarga gratuita.
Hasta la fecha hay nueve diferentes ediciones del álbum:
- La versión estándar incluye las 13 pistas anteriores.[14][15]

- La edición CD + remera contiene la edición estándar del álbum, junto con una camiseta en el tamaño de su elección.[16]

- La edición digipak contiene el álbum estándar y el bonus track "Nostalgia".

- La edición 2-LP vinilo blanco está limitada a 150 copias y contiene un póster de tamaño A2.[17]

- La edición 2-LP vinilo negro, que contiene un póster de tamaño A2.

- La edición mailorder, limitada a 500 ejemplares, contiene una caja de madera, que incluye un digipak limitado, un CD exclusivo instrumental como bonus, postales de ilustraciones y un certificado.[18]

- La edición Americana incluye los 13 temas mencionados y el bonus track "Twin Flames" (versión banda sonora).

- La edición de 2-LP vinilo transparente, que contiene un póster de tamaño A2.

- La edición 2-LP instrumental de vinilo negro, que contiene un póster de tamaño A2

.

## posicionamiento en las listas
| País                                    | Posición |
| --------------------------------------- | -------- |
| Países Bajos                            | 7        |
| Top 30 Alternativo (Países Bajos)       | 1        |
| Suiza                                   | 14       |
| Francia                                 | 25       |
| Alemania                                | 26       |
| Portugal                                | 36       |
| Austria                                 | 33       |
| Venezuela                               | 1        |
| Bélgica(Flandes)                        | 30       |
| Bélgica(Valonia)                        | 27       |
| Estados Unidos (Billboard 200)          | 96       |
| Estados Unidos ( US top rock album)     | 20       |
| Estados Unidos (US top hard rock album) | 7        |
| Estados Unidos (Top Heatseekers)        | 8        |
| Finlandia                               | 37       |
| Noruega                                 | 30       |
| Reino Unido                             | 97       |
| Reino Unido (Top Heatseekers)           | 8        |
| Reino Unido (Indie chart)               | 14       |
| Reino Unido (Top hard rock album)       | 7        |
| Reino Unido (Top rock album)            | 29       |
| República Checa                         | 49       |
| Suecia                                  | 53       |
| Italia (Metal Chart)                    | 4        |
| Brasil                                  | 1        |
| Colombia                                | 1        |
| Canadá                                  | 18       |
| México                                  | 29       |
| España                                  | 33       |
| Japón                                   | 98       |